# Wimbledonmästerskapen 2010

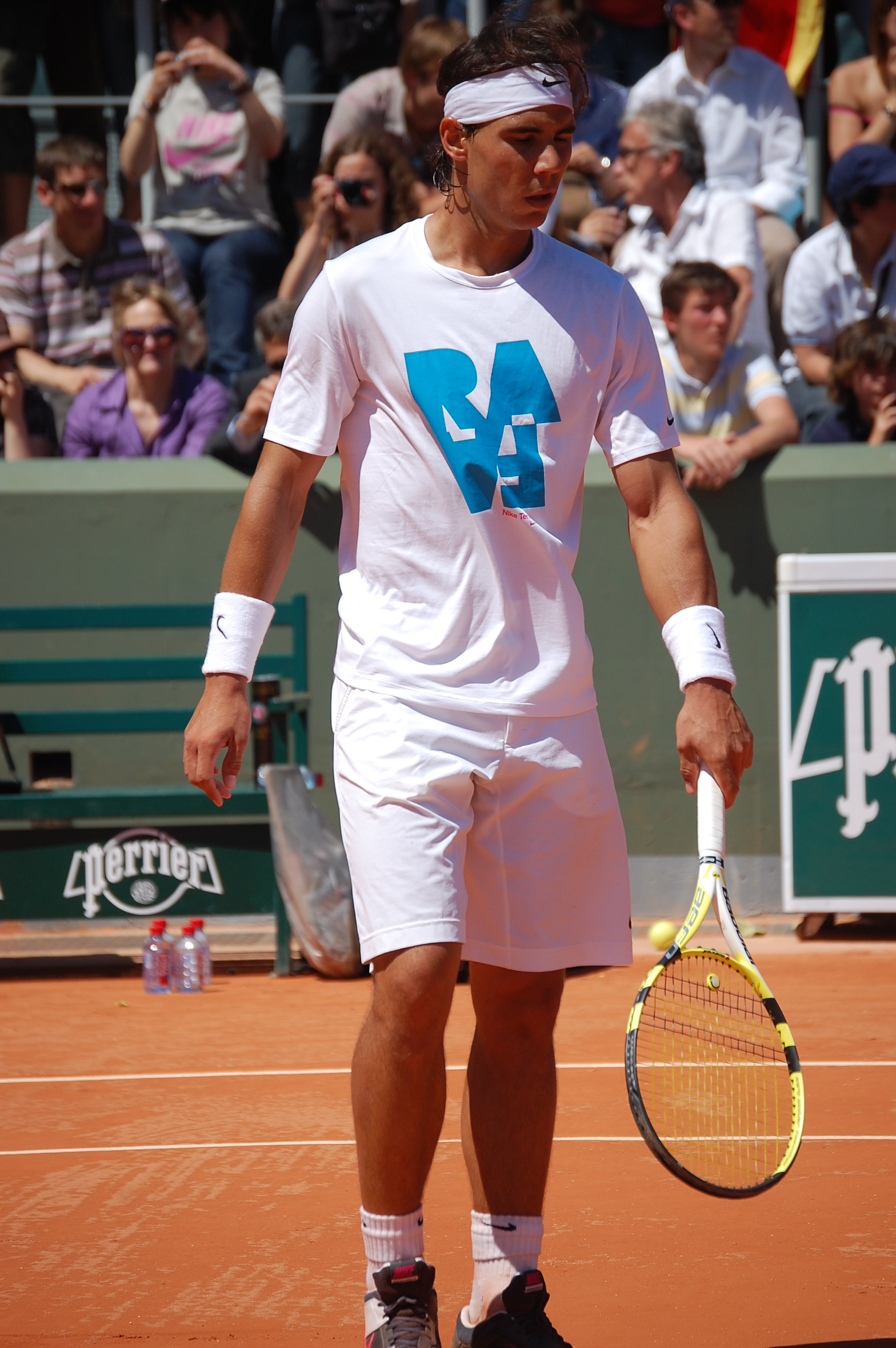
Rafael Nadal, segrare i årets herrsingelfinal

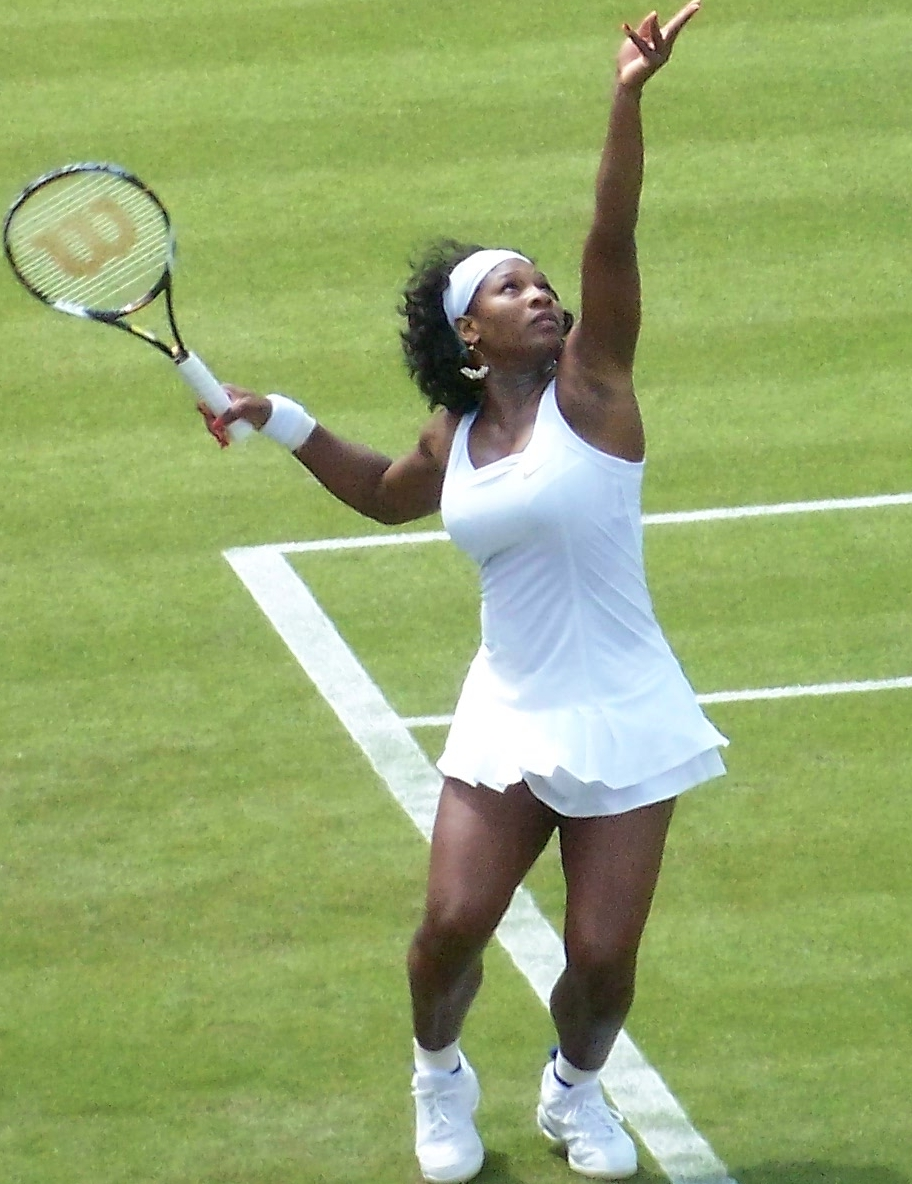
Serena Williams, segrare i årets damsingelfinal

Wimbledonmästerskapen 2010 spelades på All England Lawn Tennis & Croquet Club 21 juni–4 juli 2010. Den brittiska drottningen Elizabeth II följde den 24 juni tennismatcherna på plats för första gången på 33 år. 

## Herrturneringen
Den regerande mästaren inför herrturneringen var Roger Federer, Schweiz. Federer åkte dock oväntat ut redan i kvartsfinalen. Årets turnering vanns av Rafael Nadal, som vann på ett imponerande sätt. I de fyra avslutande omgångarna tappade han bara ett set - mot Robin Söderling i kvartsfinalen!

### Åttondelsfinaler
| Datum   | Åttondelsfinaler Wimbledon 2010 herrsingel                | Resultat | Set                     |
| ------- | --------------------------------------------------------- | -------- | ----------------------- |
| 28 juni | Schweiz Roger Federer - Österrike Jürgen Melzer           | 3 - 0    | 6–3, 6–2, 6–3           |
| 28 juni | Tjeckien Tomáš Berdych - Tyskland Daniel Brands           | 3 - 1    | 4-6, 7-6, 7-5, 6-3      |
| 28 juni | Serbien Novak Đoković - Australien Lleyton Hewitt         | 3 - 1    | 7–5, 6–4, 3–6, 6–4      |
| 28 juni | Taiwan Yen-Hsun Lu - USA Andy Roddick                     | 3 - 2    | 4–6, 7–6, 7–6, 6–7, 9–7 |
| 28 juni | Frankrike Jo-Wilfried Tsonga - Frankrike Julien Benneteau | 3 - 1    | 6-1, 6-4, 3-6, 6-1      |
| 28 juni | Storbritannien Andy Murray - USA Sam Querrey              | 3 - 0    | 7–5, 6–3, 6–4           |
| 28 juni | Sverige Robin Söderling - Spanien David Ferrer            | 3 - 2    | 6–2, 5-7, 6-2, 3-6, 7-5 |
| 28 juni | Spanien Rafael Nadal - Frankrike Paul-Henri Mathieu       | 3 - 0    | 6–4, 6–2, 6–2           |

### Kvartsfinaler
| Datum   | Kvartsfinaler Wimbledon 2010 herrsingel                   | Resultat | Set                |
| ------- | --------------------------------------------------------- | -------- | ------------------ |
| 30 juni | Tjeckien Tomáš Berdych - Schweiz Roger Federer            | 3 - 1    | 6–4, 3–6, 6–1, 6–4 |
| 30 juni | Serbien Novak Đoković - Taiwan Yen-Hsun Lu                | 3 - 0    | 6–3, 6–2, 6–2      |
| 30 juni | Storbritannien Andy Murray - Frankrike Jo-Wilfried Tsonga | 3 - 1    | 6–7, 7–6, 6–2, 6–2 |
| 30 juni | Spanien Rafael Nadal - Sverige Robin Söderling            | 3 - 1    | 3–6, 6–3, 7–6, 6–1 |

### Semifinaler
| Datum  | Semifinaler Wimbledon 2010 herrsingel             | Resultat | Set           |
| ------ | ------------------------------------------------- | -------- | ------------- |
| 2 juli | Tjeckien Tomáš Berdych - Serbien Novak Đoković    | 3 - 0    | 6-3, 7-6, 6-3 |
| 2 juli | Spanien Rafael Nadal - Storbritannien Andy Murray | 3 - 0    | 6–4, 7–6, 6–4 |

### Final
| Datum  | Final Wimbledon 2010 herrsingel               | Resultat | Set           |
| ------ | --------------------------------------------- | -------- | ------------- |
| 4 juli | Spanien Rafael Nadal - Tjeckien Tomáš Berdych | 3 - 0    | 6–3, 7–5, 6–4 |

### Nicolas Mahut mot John Isner
Matchen mellan Nicolas Mahut och John Isner varade i 11 timmar och tog tre dagar, vilket är den längsta matchen i tennisens historia.

## Damturneringen
Den regerande mästarinnan vid damturneringen är Serena Williams, USA.